# Giaginskie osiedle wiejskie
Giaginskie osiedle wiejskie – jedno z 5 osiedli wiejskich w rejonie giagińskim wchodzącym w skład Republiki Adygei. W 2022 liczyło 15 811 mieszkańców.